# Dorayaki

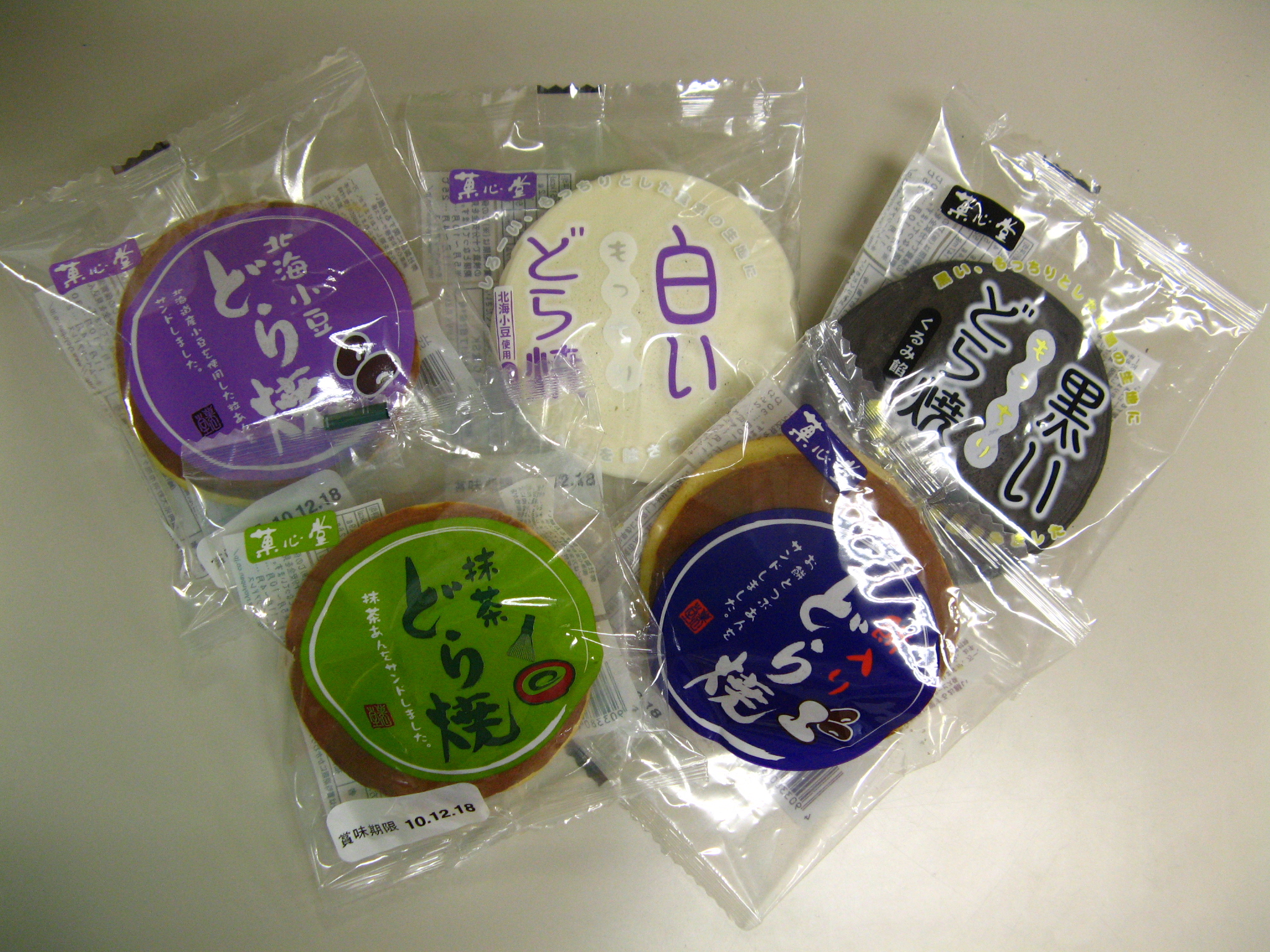
Sachets de dorayaki.

Le dorayaki (どら焼き) est une pâtisserie japonaise. En japonais, dora signifie « gong », et cela expliquerait donc le nom de la pâtisserie.
Celle-ci consiste en deux pâtes en forme de pancake, faites en kasutera (nom japonais de la génoise), enveloppant une garniture de pâte de haricot rouge azuki, originaire de Chine et nommée en japonais anko, (ingrédient courant en cuisine japonaise). À l'origine, cette pâtisserie n'avait qu'une seule couche. La forme actuelle fut inventée en 1914 à la pâtisserie Usagiya à Ueno, un quartier de Tokyo.

## Noms
Dans des endroits de la région du Kansai, comme Osaka ou Nara, cette pâtisserie est souvent appelée mikasa (三笠). Le nom signifie initialement « triple chapeau de paille », mais est également un des noms du mont Wakakusa, une petite colline se trouvant à Nara : la colline ayant une pente assez douce, on dit que de nombreux habitants pensent à la forme de la colline lorsqu'ils mangent un mikasa. Il y a un plus grand mikasa réputé à Nara, faisant environ 30 centimètres de diamètre.

## Autres desserts faits de purée de haricot
- Dousha bing, dans la culture chinoise
- Mochi
- Taiyaki, gaufre japonaise en forme de poisson pouvant contenir de l'anko
- Tangyuan

## Dans les œuvres de fiction
Le dorayaki est la nourriture favorite de Doraemon, héros éponyme du manga. On peut donc voir ce robot en forme de gros chat bleu sans oreilles en compagnie d'un dorayaki.
La pâtisserie est au centre de l'intrigue du roman Les Délices de Tokyo de Durian Sukegawa, dont a été tiré le film Les Délices de Tokyo de Naomi Kawase, sorti en France début 2016.